# Monument Henri Viotta

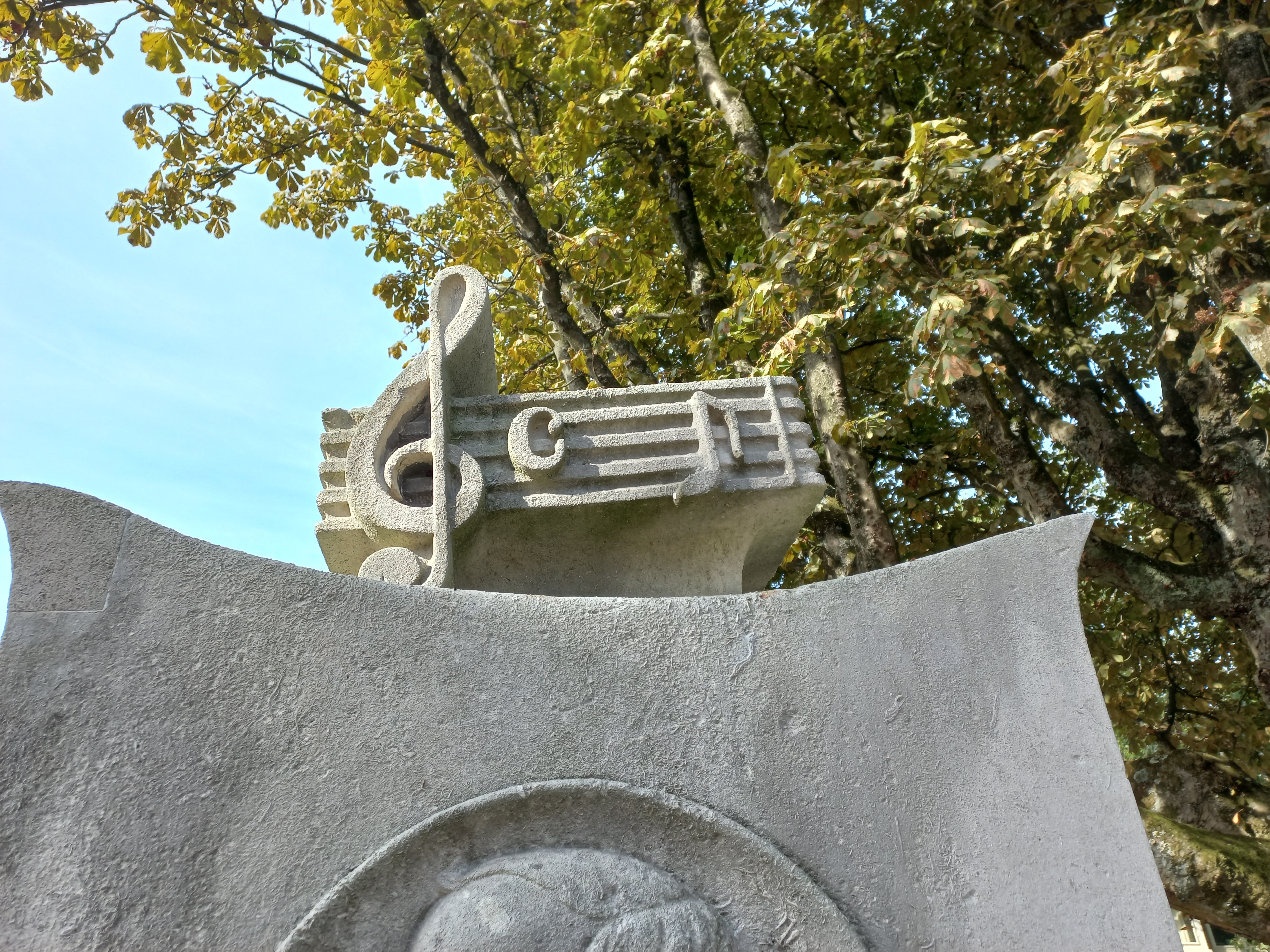
bovenzijde obelisk (september 2022)

Het Monument Henri Viotta is een artistiek kunstwerk in Amsterdam-Zuid.

## Beeld
Het is, alhoewel omschreven als beeldje, een manshoog monument, dat gemaakt is door stadsbeeldhouwer Hildo Krop. Hij maakte een beeld voor de musicus Henri Viotta, een van de oprichters van het Concertgebouworkest maar ook van de Wagnervereniging. Die vereniging promoot al jaren het werk van componist Richard Wagner; het beeld staat dan ook in de Richard Wagnerstraat. Op het voetstuk staat een kalkstenen zuil/obelisk met een reliëf in een medaillon met het en profil portret van Viotta. Daaronder staat in een vlak Henri Viotta 1848-1933. Aan de achterzijde zijn twee teksten te lezen. Eén is van Alphons Diepenbrock, de andere een algemene tekst:
Hij die de heerlijkheid van Wagners kunst heeft gebracht in ons land.
Van vrienden en vereerders in samenwerking met Amsterdam’s gemeentebestuur
De obelisk wordt afgesloten met een notenbalk met vioolsleutel, notatie, vierkwartsmaat en een opmaat. 

## Aanloop
Het initiatief tot plaatsing van “een klein beeld” werd door de Wagnervereniging (Viotta was 36 jaar leider) genomen om stil te staan bij de 100ste geboortedag (16 juli 1948) van Henri Viotta. Als voorzitter van het comité werd burgemeester Arnold d'Ailly aangewezen, maar ook instanties als het Residentie Orkest (mede-oprichter), de Koninklijke Nederlandse Toonkunstenaarsvereniging (voorzitter 1896-1918) en het Koninklijk Conservatorium (Den Haag) waren vertegenwoordigd. Voor het beeld moest speciaal een plaatfundering (prijskaartje 2100 gulden) aangebracht worden. Het beeld werd op 16 juli 1948 onthuld door weduwe Alice Prager in bijzijn van afvaardigingen van de regering, gemeente, etc. Korte tijd na de onthulling viel het beeld ten prooi aan vandalisme, aldus een ingezonden brief van Krop in Het Parool van 6 december 1948.
In 1992 stond het beeld er verwaarloosd bij, Het Parool, dat er eerder over schreef, dacht toen dat het in 1928 gemaakt was; de Wagnerstraat kreeg in 1927 haar naam.
Het Monument Henri Viotta staat voor gemeentelijk monument Richard Wagnerstraat 32-34 (First Church of Christ Scientist). 